# Eparchia haska i niderlandzka
Eparchia haska i niderlandzka – eparchia Rosyjskiego Kościoła Prawosławnego obejmująca terytorium Królestwa Niderlandów. Wchodzi w skład Egzarchatu Zachodnioeuropejskiego. Siedzibą ordynariusza jest Haga, żadna z cerkwi eparchii nie posiada statusu soboru. Ordynariuszem administratury jest arcybiskup haski i niderlandzki Elizeusz (Ganaba).
Eparchia została erygowana w 1972 jako część Egzarchatu Zachodnioeuropejskiego. Jej powstanie było związane z przejściem biskupa haskiego Jakuba z Rosyjskiego Kościoła Prawosławnego poza granicami Rosji do Rosyjskiego Kościoła Prawosławnego. Razem z hierarchą jurysdykcję zmieniły 3 działające w Holandii parafie. Językami liturgicznymi eparchii są cerkiewnosłowiański oraz holenderski. W 2018 r. w eparchii funkcjonowało 7 parafii (obsługiwanych przez 14 kapłanów) oraz dwa klasztory: żeński św. Jana Chrzciciela w Hadze oraz męski św. Mikołaja w Himmelun. W 2022 r. z jurysdykcji eparchii odeszła parafia św. Mikołaja w Amsterdamie, w geście protestu przeciwko rosyjskiej inwazji na Ukrainę.

## Biskupi
Źródło
- Jakub (Akkersdijk), 1972–1988
- Włodzimierz (Sabodan), locum tenens, 1988–1989
- Szymon (Iszunin), locum tenens, 1991–2017
- Elizeusz (Ganaba), od 2017[4]